# 심실
심실(心室, ventricle)은 심장 아래쪽에 위치한 두 개의 큰 방 중 하나로, 몸과 허파의 말초 혈관으로 혈액을 모아 내보낸다. 심실에 의해 펌프질되는 혈액은 심실보다 작은 심장 위쪽의 인접한 방인 심방에서 공급된다. 심실간은 심실들 사이(예: 심실중격)를 의미하고, 심실내는 한 심실 내(예: 심실내 차단)를 의미한다.
사람과 같은 4개의 방을 가진 심장에는 이중 순환계로 작동하는 두 개의 심실이 있다. 오른심실은 허파로 폐순환에 혈액을 펌프질하고, 왼심실은 대동맥을 통해 체순환으로 혈액을 펌프질한다.

## 구조

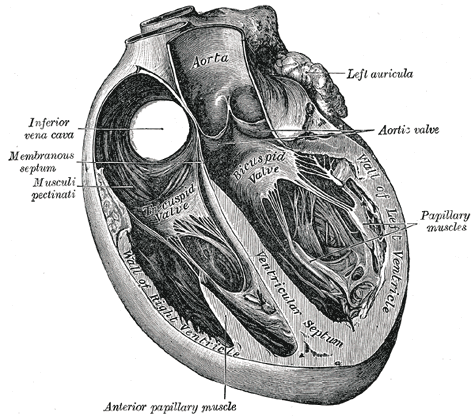
심실과 심실중격을 보여주는 심장 단면

심실은 심방보다 벽이 두껍고 더 높은 혈압을 발생시킨다. 심실이 몸 전체와 허파로 혈액을 펌프질해야 하는 생리학적 부하는 심방이 심실을 채우기 위해 발생시키는 압력보다 훨씬 크다. 더욱이, 왼심실은 오른심실이 허파만 채우는 동안 몸의 대부분으로 혈액을 펌프질해야 하므로 오른심실보다 벽이 더 두껍다.
심실의 안쪽 벽에는 오른심실의 동맥원뿔을 제외한 모든 심실 안쪽 표면을 덮고 있는 불규칙한 근육 기둥인 심장근육기둥이 있다. 이 근육에는 세 가지 유형이 있다. 세 번째 유형인 꼭지근은 그 정점에서 힘줄끈을 형성하며, 이는 삼첨판과 승모판의 뾰족한 부분에 부착된다.
자기공명영상으로 추정된 왼심실의 질량은 평균 143g ± 38.4g이며, 범위는 87–224g이다.
오른심실은 왼심실과 크기가 같고 성인의 경우 약 85밀리리터(3 imp fl oz; 3 US fl oz)를 포함한다. 위쪽 앞면은 원형이고 볼록하며, 심장의 흉골늑골 표면의 대부분을 형성한다. 아랫면은 평평하며, 횡격막 위에 놓이는 심장의 횡격막 표면의 일부를 형성한다.
그 후벽은 심실중격에 의해 형성되며, 심실중격은 오른심실 안으로 불룩하게 튀어나와 공동의 횡단면이 반달 모양을 이룬다. 위쪽과 왼쪽 각도는 원뿔 모양의 주머니인 동맥원뿔을 형성하며, 여기서 허파동맥이 시작된다. 동맥원뿔의 힘줄이라고 불리는 힘줄성 띠가 오른쪽 심방심실 섬유성 고리에서 위로 뻗어 동맥원뿔의 후면을 대동맥에 연결한다.

### 모양
왼심실은 오른심실보다 길고 더 원뿔형이며, 횡단면에서 그 오목한 부분은 타원형 또는 거의 원형을 이룬다. 이는 흉골늑골 표면의 작은 부분과 심장의 횡격막 표면의 상당 부분을 형성하며, 또한 심장의 꼭대기를 형성한다. 왼심실은 오른심실보다 더 두껍고 근육질인데, 이는 더 높은 압력으로 혈액을 펌프질하기 때문이다.
오른심실은 삼각형 모양이며 오른심방의 삼첨판에서 심장 꼭대기 근처까지 뻗어 있다. 벽은 꼭대기에서 가장 두껍고 심방의 기저부로 갈수록 얇아진다. 그러나 횡단면으로 볼 때 오른심실은 초승달 모양으로 보인다. 오른심실은 동굴과 원뿔의 두 부분으로 구성되어 있다. 동굴은 삼첨판에서 멀리 떨어져 흐르는 유입 부분이다. 세 개의 근육 띠가 오른심실을 분리한다: 벽쪽, 중격, 그리고 조절 띠. 조절 띠는 앞쪽 꼭지근의 기저부에서 심실중격까지 연결된다.

### 발달
젊은 성인이 될 무렵, 왼심실의 벽은 오른심실보다 세 배에서 여섯 배 더 두꺼워진다. 이는 이 방이 각 심장박동 동안 폐정맥에서 약 80mmHg 압력(약 11kPa에 해당)으로 돌아오는 혈액을 받아들여 대동맥에서 일반적으로 약 120mmHg 압력(약 16.3kPa)으로 밀어내는, 일반적으로 다섯 배 더 큰 압력 작업을 수행함을 반영한다. (명시된 압력은 휴식 시 값이며, 주변 대기압을 기준으로 하며, 이는 의학에서 일반적으로 사용되는 "0" 기준 압력이다.)

## 기능
수축기 동안 심실은 수축하여 몸 전체로 혈액을 펌프질한다. 확장기 동안 심실은 이완하고 다시 혈액으로 채워진다.
왼심실은 승모판을 통해 왼심방에서 산소화된 혈액을 받아들이고 대동맥판막을 통해 대동맥으로 펌프질하여 체순환으로 보낸다. 왼심실 근육은 빠르게 이완하고 수축해야 하며, 신경계의 통제 하에 펌프질 용량을 늘리거나 줄일 수 있어야 한다. 확장기에는 각 수축 후 매우 빠르게 이완하여 폐정맥에서 흐르는 산소화된 혈액으로 빠르게 채워져야 한다. 마찬가지로 수축기에는 왼심실이 빠르게 그리고 강하게 수축하여 이 혈액을 대동맥으로 펌프질하여 훨씬 높은 대동맥 압력을 극복해야 한다. 가해지는 추가 압력은 혈액량 증가를 수용하기 위해 대동맥과 다른 동맥을 늘리는 데에도 필요하다.
오른심실은 삼첨판을 통해 오른심방에서 탈산소화된 혈액을 받아들이고 허파동맥판막을 통해 허파동맥으로 펌프질하여 폐순환으로 보낸다.

### 펌프질량
건강한 성인의 일반적인 심장 펌프질량은 휴식 시 약 5리터/분이다. 최대 펌프질량은 비운동선수의 경우 약 25리터/분에서 올림픽 수준 운동선수의 경우 최대 약 45리터/분까지 확장된다.

### 용적
심장학에서 심실의 성능은 확장기말 용적 (EDV), 수축기말 용적 (ESV), 일회박출량 (SV), 박출률 (Ef) 등 여러 용적 매개변수로 측정된다.

심장 주기의 다양한 사건을 보여주는 위거스 다이어그램, 왼심실 용적을 빨간색 선으로 보여준다.

| 심실 용적                            | 심실 용적             | 심실 용적              |
| 측정                                 | 우심실                | 좌심실                 |
| ------------------------------------ | --------------------- | ---------------------- |
| 확장기말 용적                        | 144 mL (± 23 mL)      | 142 mL (± 21 mL)       |
| 확장기말 용적 / 몸 표면 영역 (mL/m2) | 78 mL/m2 (± 11 mL/m2) | 78 mL/m2 (± 8.8 mL/m2) |
| 수축기말 용적                        | 50 mL (± 14 mL)       | 47 mL (± 10 mL)        |
| 수축기말 용적 / 몸 표면 영역 (mL/m2) | 27 mL/m2 (± 7 mL/m2)  | 26 mL/m2 (± 5.1 mL/m2) |
| 일회박출량                           | 94 mL (± 15 mL)       | 95 mL (± 14 mL)        |
| 일회박출량 / 몸 표면 영역 (mL/m2)    | 51 mL/m2 (± 7 mL/m2)  | 52 mL/m2 (± 6.2 mL/m2) |
| 박출률                               | 66% (± 6%)            | 67% (± 4.6%)           |
| 심박수                               | 60–100 bpm            | 60–100 bpm             |
| 심장박출량                           | 4.0–8.0 L/minute      | 4.0–8.0 L/minute       |

### 압력

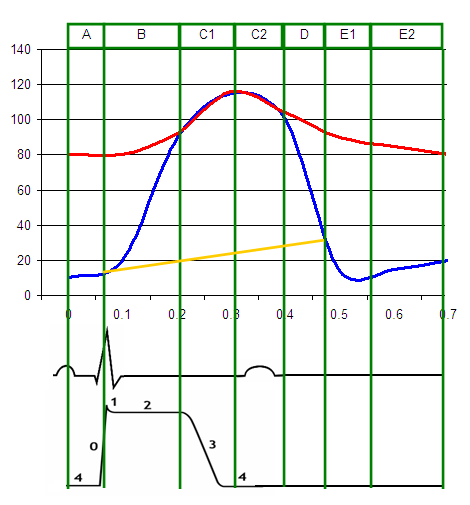
부분 위거스 다이어그램.
빨간색 = 대동맥압
파란색 = 왼심실압
노란색 = 왼심방압.

심실 압력은 심장 심실 내의 혈압 측정값이다.

#### 왼쪽
심장 주기의 대부분 동안 심실 압력은 대동맥 내 압력보다 낮지만, 수축기 동안 심실 압력은 급격히 증가하여 두 압력이 서로 같아지고 (이 페이지의 도표에서 파란색 선과 빨간색 선의 접점으로 표시됨), 대동맥판막이 열리며 혈액이 몸으로 펌프질된다.
상승된 왼심실 확장기말 압력은 심장 수술의 위험 요소로 설명되었다.
비침습적 근사치가 설명되었다.
대동맥압과 왼심실압 사이의 압력 차이가 증가하는 것은 대동맥판막 협착증을 나타낼 수 있다.

#### 오른쪽
오른심실 압력은 왼심실 압력과 다른 압력-용적 루프를 보여준다.

### 크기
심장과 그 성능은 또한 일반적으로 크기, 즉 이 경우 1차원 거리로 측정되며, 보통 밀리미터로 측정된다. 이는 용적만큼 정보를 제공하지는 않지만 (예: M-모드 심초음파검사 또는 동물 모델 연구에 주로 사용되는 초음파 미터로) 훨씬 쉽게 추정할 수 있다. 최적으로, 거리가 측정되는 평면이 지정된다. 예를 들어, 세로면의 크기.
| 크기                      | 약어                 | 정의 | 정상 범위                     |
| ------------------------- | -------------------- | --- | ----------------------------- |
| 확장기말 크기             | EDD                  | 확장기 말에 심실을 가로지르는 지름. 다른 지정이 없다면 일반적으로 가로 (좌우) 내부 (내강) 거리를 의미하며, 벽의 두께는 제외하지만 외부 거리로 측정할 수도 있다. |                               |
| 왼심실 확장기말 크기      | LVEDD 또는 때로 LVDD | 왼심실의 확장기말 크기. | 48 mm, 범위 36 – 56 mm        |
| 오른심실 확장기말 크기    | RVEDD 또는 때로 RVDD | 오른심실의 확장기말 크기. | 범위 10 – 26 mm               |
| 수축기말 크기             | ESD                  | ESD는 확장기말 크기와 유사하지만, 확장기 말 대신 수축기 말에 측정된다 (심실이 혈액을 펌프질한 후).                                                              |                               |
| 왼심실 수축기말 크기      | LVESD 또는 때로 LVSD | 왼심실의 수축기말 크기. | 범위 20 – 40 mm               |
| 오른심실 수축기말 크기    | RVESD 또는 때로 RVSD | 오른심실의 수축기말 크기. | 범위 10 – 26 mm               |
| 심실중격 확장기말 크기    | IVSd                 | 심실중격의 두께. | 8.3 mm, 범위 7 – 11 mm        |
| 왼심실 확장기말 후벽 크기 | LVPWd                | 왼심실 후벽의 두께. | 8.3 mm, 범위 7 – 11 mm        |
| 평균 왼심실 심근 두께     | Mean LVMT            | 왼심실의 평균 두께로, 중간 공동 수준의 단축 이미지에서 95% 예측구간으로 값이 주어진다.                                                                          | 여성: 4 - 8 mm 남성: 5 - 9 mm |
| 평균 오른심실 심근 두께   | Mean RVMT            | 오른심실의 평균 두께로, 95% 예측구간으로 값이 주어진다. | 4 - 7 mm                      |
| 왼심실 수축기말 크기      |                      | 위와 같으나 수축기 동안 측정된다. 이 측정은 임상적으로 일반적으로 사용되지 않는다.                                                                              | 16 mm                         |
| 왼심방 크기               | LA                   | | 범위 24 – 40 mm               |

분획 단축 (FS)은 확장기 크기 중 수축기에 손실되는 분수이다. 심내막 내강 거리를 나타낼 때, 이는 EDD에서 ESD를 뺀 값을 EDD로 나눈 값이다 (백분율로 측정할 때는 100을 곱한다). 정상 값은 거리를 측정하는 해부학적 평면에 따라 다소 다를 수 있다. 정상 범위는 25-45%, 경미는 20-25%, 중간은 15-20%, 중증은 <15%이다. 심장 진단 테스트 심근 중벽 분획 단축은 심실 중격 크기 및 후벽 크기의 확장기/수축기 변화를 측정하는 데 사용될 수도 있다. 그러나 심내막 및 심근 중벽 분획 단축은 모두 심근 벽 두께에 의존하며, 따라서 장축 기능에 의존한다. 이에 비해 심외막 용적 변화(EVC)라고 불리는 단축 기능 측정은 심근 벽 두께와 무관하며 독립적인 단축 기능을 나타낸다.

## 임상적 의의
부정맥은 심실이나 심방에서 발생할 수 있는 불규칙 심장 박동이다. 보통 심장 박동은 심방의 굴심방결절에서 시작되지만, 심실의 심장전도근육섬유에서도 시작될 수 있으며, 이로 인해 심실 조기 수축 또는 심실 조기 박동이라고도 불리는 심실 조기 수축이 발생한다. 이러한 박동이 무리지어 나타나면 심실빈맥이라고 한다.
다른 형태의 부정맥은 심실 이탈성 박동이다. 이는 굴심방결절로부터의 전도 시스템에 문제가 있을 때 보상 메커니즘으로 발생할 수 있다.
가장 심각한 형태의 부정맥은 심실세동이며, 이는 심정지 및 그에 따른 돌연사의 가장 흔한 원인이다.
- 심실중격결손
- 방실중격결손

## 같이 보기
- 위거스 다이어그램
- 심방
- 우심실
- 좌심실
- 심실중격결손